# Tossal Gros (Vinebre)
El Tossal Gros és una muntanya de 396 metres que es troba entre els municipis de la Palma d'Ebre i de Vinebre, a la comarca catalana de la Ribera d'Ebre.